# بيتار كربان
بيتار كربان (بالكرواتية: Petar Krpan)‏ (مواليد 1 يوليو 1974) هو لاعب كرة قدم. يلعب مع منتخب كرواتيا لكرة القدم. سبق له أن لعب في كأس العالم لكرة القدم مع منتخب بلاده.

## روابط خارجية
- بيتار كربان على موقع الاتحاد الدولي (مؤرشف)  (الإنجليزية)
- بيتار كربان على موقع اتحاد كرواتيا (الكرواتية)
- بيتار كربان على موقع إي إس بي إن إف سي (الإنجليزية)
- بيتار كربان على موقع قاعدة بيانات كرة القدم.إي يو (الإنجليزية)
- بيتار كربان على موقع ناشيونال فوتبول تيمز (الإنجليزية)
- بيتار كربان على موقع Soccerbase.com (لاعب) (الإنجليزية)
- بيتار كربان على موقع Soccerway.com (الإنجليزية)
- بيتار كربان على موقع عالم كرة القدم.نت (الإنجليزية)